# Premio Juan Mari Arzak
El Premio Juan Mari Arzak es un premio de periodismo de temática gastronómica convocado por la Universidad de Barcelona y la Fundación Ferrer Sala Freixene, conjuntamente con RBA libros. Fue creado en 1999 y se entrega junto con los Premios Sent Soví.
Se otorga a artículos periodísticos, artículos de revistas especializadas, sitios de internet, programas de radio o programas de televisión.

## Lista de galardonados
- 1999: El Piripipao, A fuego lento.com[1]
- 2000: Fernando Savater, per l'article Metafísica gastronómica publicat a El Correo.[2]
- 2001: Miguel Ángel Román, per l'article Cocina intuitiva,[3] publicat al portal d'internet Terra.[4]
- 2002: Carlos Lapeña, per la seva secció gastronòmica al programa de Telemadrid Los cinco sentidos.[5]
- 2003: Jorge Wagensberg, per l'article Aproximación a una copa de vino tinto publicat al suplement cultural de El País.[6]
- 2004: Daniel Vázquez, per l'article El Bulli abans del Bulli.[7]
- 2005: Juan Carlos Martín, por el artículo La cultura del origen de la gastronomía.[8]
- 2006: A vivir, que son dos días (Cadena SER), d’Àngels Barceló.[9]
- 2007: Pau Arenós, per la seva sèrie de quatre articles titulats La cuina tecnoemocional, publicada a El Periódico de Catalunya.[10]
- 2008: ex aequo a la película El pollo, el Pez y el Cangrejo Real, con guion de Antonio Saura y dirección de José Luis López Linares y al periodista Toni Massanés por su faceta de comunicador y articulista.[11]